# Laurent Ferrier
Laurent Ferrier es una empresa suiza manufacturera de relojes fundada en 2009. Lleva el nombre de su fundador, Laurent Ferrier, y produce relojes de pulsera de lujo, con una producción de alrededor de 300 unidades en 2021. La empresa tiene su sede en Plan-les-Ouates, en el cantón de Ginebra.

## Fundador
Laurent Ferrier, nacido el 19 de diciembre de 1946, es hijo y nieto de relojeros. Su padre trabajaba en el negocio de la relojería, lo que le permitió al joven Laurent iniciarse en la alta relojería. Se formó en una escuela de relojería y poco después se unió a Patek Philippe & Co. Allí, trabajó en el prototipo del modelo Nautilus, diseñado por Gérald Genta.
También fue piloto de carreras semiprofesional, conduciendo varios modelos, como el Lotus 18, el Porsche 934, el Porsche 935 y el BMW M1. En 1979, terminó tercero en Le Mans, detrás de Paul Newman. Fue durante sus años de competición que conoció y entabló amistad con François Sérvanin, quien más tarde se convertiría en su socio. Trabajó en Patek Philippe durante los siguientes 30 años, alcanzando el rango de director técnico antes de lanzar su marca homónima en 2010.

## Premios
- 2010 Gran Premio de Relojería de Ginebra, en su categoría de Relojería Masculina (Galet Classic Tourbillon Doble Espiral)[6]
- 2015 Gran Premio de Relojería de Ginebra, Premio Revelación Relojera (Galet Square)[6]
- 2018 Gran Premio de Relojería de Ginebra, Premio de Relojería Masculina con Complicaciones (Galet Annual Calendar School Piece)[6]